# Brooklyn Cruise Terminal
Das Brooklyn Cruise Terminal ist ein Kreuzfahrtterminal im Stadtteil Red Hook in Brooklyn, New York City. An diesem Terminal macht der derzeit einzige, linienmäßig die Transatlantikpassage befahrende Transatlantikliner fest, die Queen Mary 2.
Das Terminal hat eine Ausdehnung von 17.000 m² und befindet sich am Buttermilk Channel, der Brooklyn von Governors Island trennt. Es ist eines von drei Terminals für Kreuzfahrtschiffe in der Metropolregion New York. Für die Schiffe der Carnival Corporation (u. a. Cunard Line und Princess Cruises) ist das Terminal der Heimathafen.
Das Brooklyn Cruise Terminal befindet sich am Red Hook Pier 12, auf der Südseite des Atlantic Basin. Der Zugang ist Ecke Imlay Street und Bowne Street. Direkt am Pier befindet sich die Anlegestelle Red Hook/Atlantic Basin der NYC Ferry (Linie South-Brooklyn-Route), die etwa im Stundentakt in 10 Minuten nach Manhattan zur Anlegestelle Pier 11/Wall Street übersetzt. Die nächstgelegene Haltestelle der New York City Subway ist die Carroll Street mit den Linien F und G, einen guten Kilometer entfernt.
Das Terminal war ursprünglich ein Frachtterminal aus dem Jahr 1954 und wurde am 15. April 2006 nach einer Investition von 52 Millionen Dollar als Brooklyn Cruise Terminal und mit der Ankunft der Queen Mary 2 eröffnet, die zuvor immer am Manhattan Cruise Terminal angelegt hatte.